# Cyathula orthacantha
Cyathula orthacantha är en amarantväxtart som först beskrevs av Ferdinand von Hochstetter och Paul Friedrich August Ascherson, och fick sitt nu gällande namn av Schinz. Cyathula orthacantha ingår i släktet Cyathula, och familjen amarantväxter. Inga underarter finns listade i Catalogue of Life.